# ستارا زاغورا

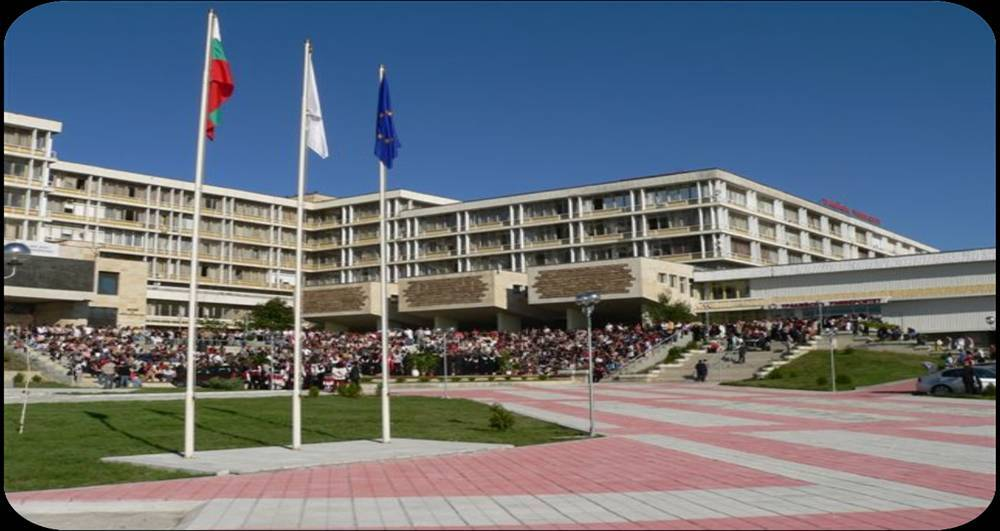
جامعة تراقيا

ستارا زاغوارا (بالبرلغارية: Стара Загора) هي مدينة في قلب جنوب بلغاريا. والمدينة هي مركز رئيسي والاقتصادية والثقافية.

## تاريخ
ومن المعروف ستارا زاغورا معارك عنيفة خلال الحرب الروسية العثمانية لتحرير بلغاريا من 1877-1878 سنة. الأتراك أحرقت تماما في المدينة، عندما تحميلها بعد انتهاء القتال.

## السكان

تقسيمات مدينة ستارازاغورا

هي السادس في البلاد من حيث عدد السكان. يبلغ عدد سكان مدينة ستارا زاغوارا 138272 نسمة (تعداد السكان 01 /02 /2011 ) .
| السنة     | عدد السكان |
| --------- | ---------- |
| 1875      | 23000      |
| 1884      | 15500      |
| 1901-1913 | 27000      |
| 1934      | 34000      |
| 1940      | 40000      |
| 1956      | 56000      |
| 1965      | 87000      |
| 1968      | 100000     |
| 1975      | 122000     |
| 1985      | 157000     |
| 1992      | 162000     |
| 2002      | 164000     |
| 2009      | 158956     |
| 2011      | 138272     |

## توأمة
لستارا زاغورا اتفاقيات توأمة مع كل من:
- سامارا
- رادوم
- باريرو
- يوييانغ

## معرض الصور

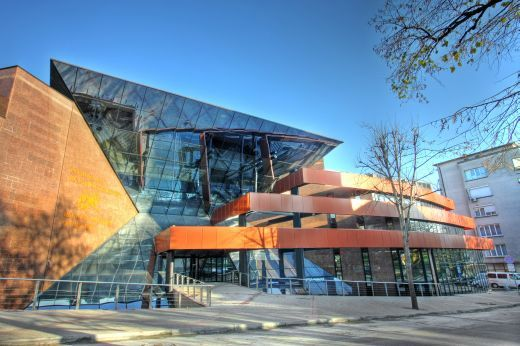
المتحف التاريخي
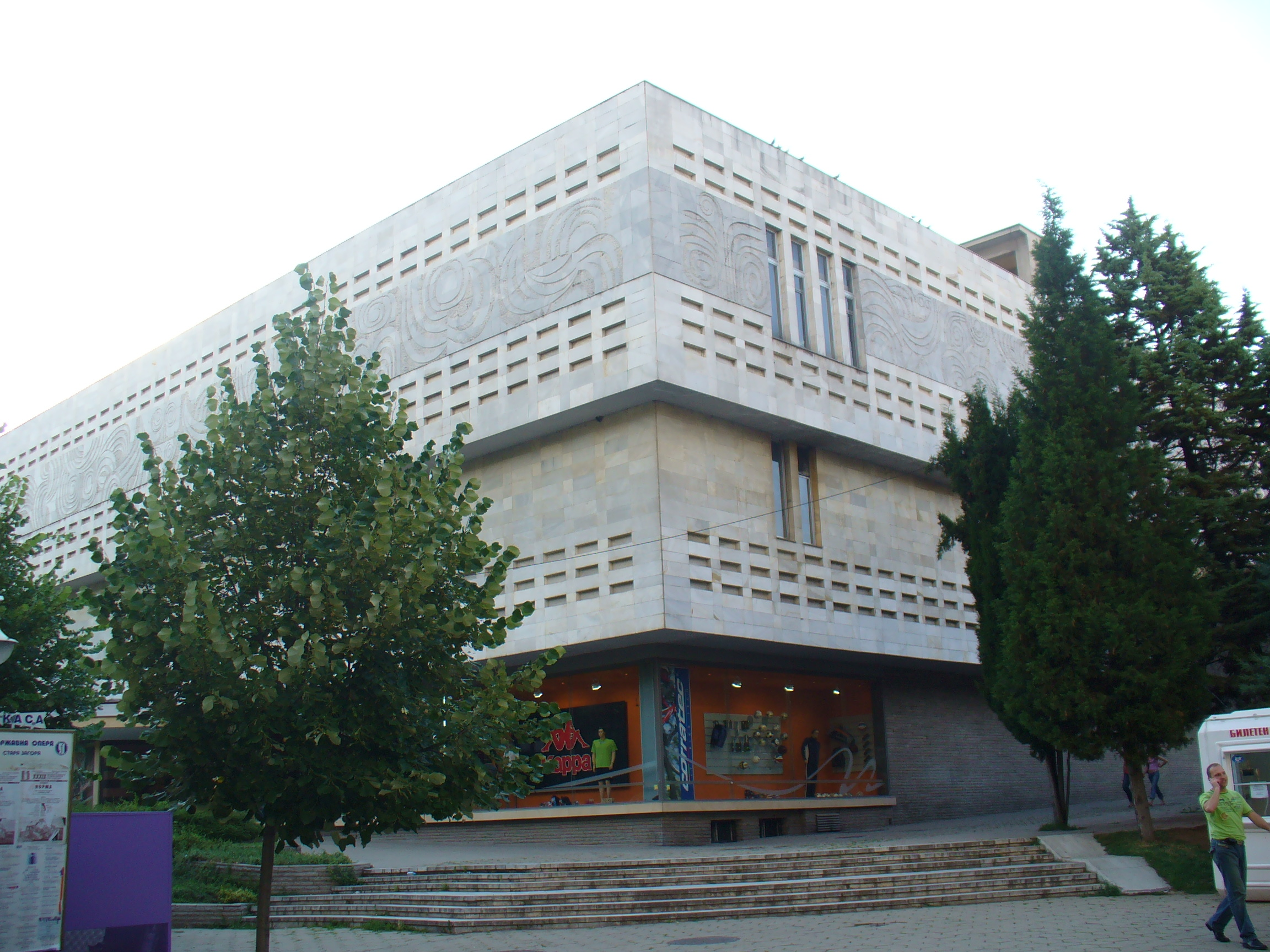
متجر متعدد الأقسام
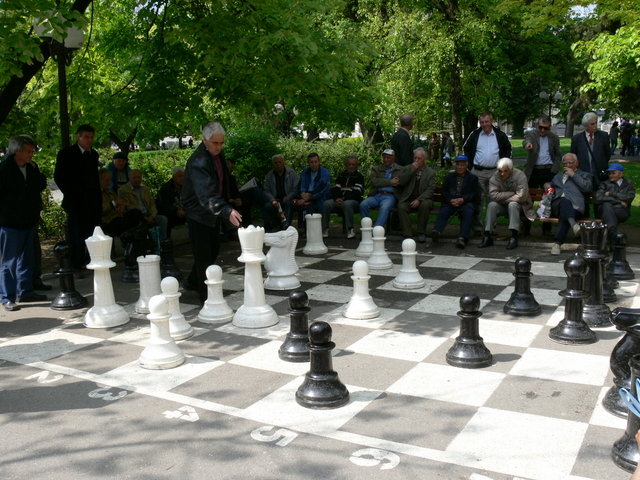
الشطرنج في الحديقة
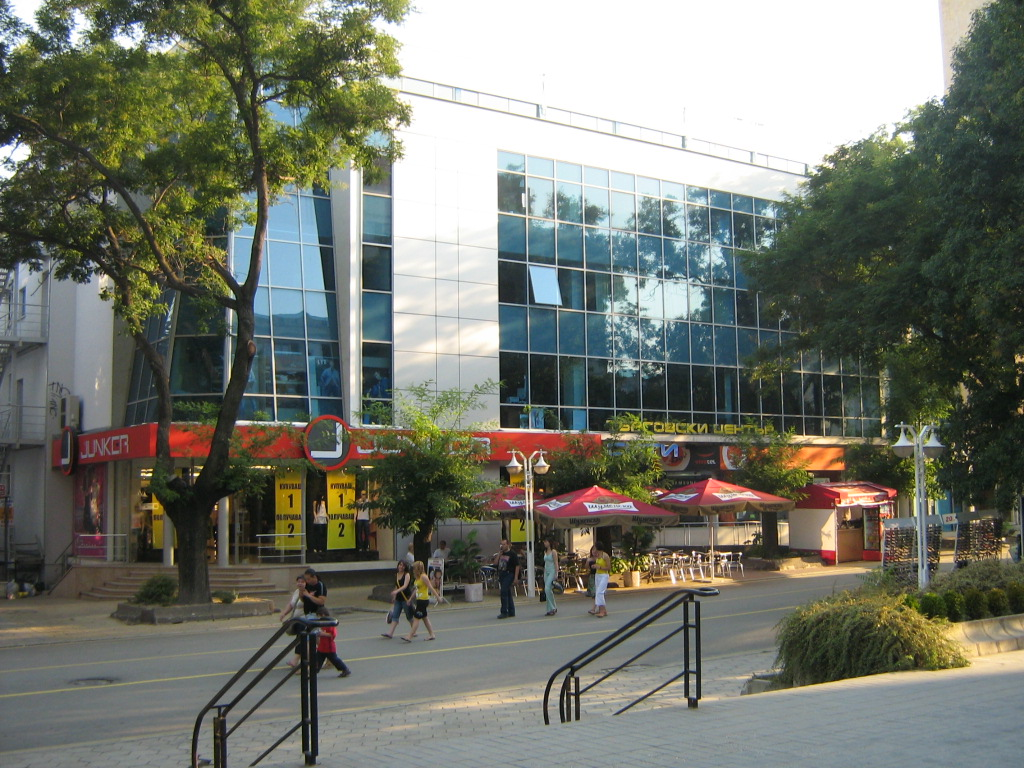
مركز تسوق

## أعلام
- غوشو جينشيف
- كونستانتين أنتونوف
- الكسندر جي. بتروف
- يانكو فالكانوف
- دينكو بتروف